# Шунто, Антон Петрович
Антон Петрович Шунто (бел. Антон Пятровіч Шунто; род. 31 мая 1988, Смолевичи, Минская область) — белорусский футболист, игрок клуба «Жодино-Южное».

## Биография
Родился 31 мая 1988 года в Смолевичах. Учился на факультете спортивных игр и единоборств в БГУФК на тренера по баскетболу, играл за сборную университета. После университета работал в СОК «Олимпийский» (будущий домашний стадион ФК «Крумкачы»). В 2013 году тренировался в составе клуба Второй лиги «АЛФ-2007» (ныне ФК «Луч»), однако не был заявлен на официальные матчи.
В 2014 году стал игроком клуба Второй лиги «Крумкачи». За команду играл в основном на позиции вратаря, однако также сыграл несколько матчей в качестве нападающего. В первый же сезон во Второй лиге команда заняла второе место и перешла в Первую лигу. В 2015 году был запасным вратарём клуба, но также выходил в концовке нескольких матчей в качестве полевого игрока. По итогам сезона «Крумкачы» неожиданно заняли третье место и вышли в Высшую лигу. В сезоне 2016 Шунто лишь несколько раз появлялся в заявке команды на матчах Высшей лиги, в основном выступая в молодёжном первенстве. В 2017 году стал регулярно попадать в число запасных. Дебютировать в Высшей лиге удалось 29 июля 2017 года в матче против «Витебска», в котором вышел на замену на 79-й минуте после удаления основного вратаря Евгения Костюкевича, заменив полузащитника Кирилла Исаченко. Всего провёл в Высшей лиге 7 матчей, в которых пропустил 12 мячей. После недопуска «Крумкачей» в Премьер-лигу в 2018 году остался в команде, которая была заявлена во Вторую лигу.
В июле 2019 года перешёл в «Молодечно». 15 апреля 2020 года присоединился к «Барановичам». В сезоне 2022 года стал игроком клуба «Жодино-Южное».

## Семья
Старший брат Денис Шунто (р. 1982) — белорусский бизнесмен. Один из основателей и владельцев клуба «Крумкачы», на ранних этапах существования команды выступал за неё в качестве футболиста.